# إيوان آدم
إيوان آدم (بالرومانية: Ioan Adam)‏ هو قاضي ومترجم وكاتب روماني، ولد في 26 نوفمبر 1875 في Muntenii de Sus ‏ في رومانيا، وتوفي في 18 مايو 1911 في ياش في رومانيا.